# چوشینگورا: اوکا نو ماکی، کیکا نو ماکی
چوشینگورا: اوکا نو ماکی، کیکا نو ماکی (به ژاپنی: 忠臣蔵 櫻花の巻・菊花の巻 ちゅうしんぐら おうかのまき・きっかのまき)؛ نام یک فیلم به کارگردانی ساداتسوگو ماتسودا است که در سال ۱۹۵۹ منتشر شده‌است. در این فیلم چیه‌زو کاتائوکا نقش اُوایشی یُوشیئو را ایفا می‌کند.